# Campionati del mondo di atletica leggera indoor 2016 - Salto in alto femminile
La finale diretta del salto in alto femminile si è tenuta il 20 marzo 2016.
Della 12 iscritte, hanno partecipato alla gara in 11 (provenienti da 10 nazioni). La vincitrice, la statunitense Vashti Cunningham, è diventata la più giovane campionessa mondiale al coperto.

## Risultati
La finale si è tenuta a partire dalle 13:00.
| Pos. | Atleta              | Nazione           | 1.84 | 1.89 | 1.93 | 1.96 | 1.99 | Ris. | Note |
| ---- | ------------------- | ----------------- | ---- | ---- | ---- | ---- | ---- | ---- | ---- |
| 1    | Vashti Cunningham   | Stati Uniti       | o    | o    | o    | o    | xxx  | 1.96 |      |
| 2    | Ruth Beitia         | Spagna            | o    | o    | o    | xo   | xxx  | 1.96 |      |
| 3    | Kamila Lićwinko     | Polonia           | xo   | o    | xo   | xo   | xxx  | 1.96 |      |
| 4    | Airinė Palšytė      | Lituania          | xo   | o    | xxo  | xxo  | xxx  | 1.96 |      |
| 5    | Sofie Skoog         | Svezia            | o    | o    | o    | xxx  |      | 1.93 |      |
| 5    | Levern Spencer      | Saint Lucia       | o    | o    | o    | xxx  |      | 1.93 |      |
| 7    | Alessia Trost       | Italia            | o    | o    | xo   | xxx  |      | 1.93 |      |
| 8    | Erika Kinsey        | Svezia            | o    | xxo  | xxo  | xxx  |      | 1.93 | SB   |
| 9    | Doreen Amata        | Nigeria           | o    | o    | xxx  |      |      | 1.89 |      |
| 10   | Lissa Labiche       | Seychelles        | o    | xxo  | xxx  |      |      | 1.89 | NR   |
| 10   | Isobel Pooley       | Gran Bretagna     | o    | xxo  | xxx  |      |      | 1.89 |      |
|      | Priscilla Frederick | Antigua e Barbuda |      |      |      |      |      | DNS  |      |

## Legenda
| X   | Nullo                       |
| -   | Passo                       |
| O   | Tentativo Riuscito          |
| DNF | Ritirato                    |
| DNS | Non Partito                 |
| DQ  | Squalificato                |
| WR  | Record del Mondo            |
| WL  | Miglior prestazione Annuale |
| CR  | Record Dei Campionati       |
| AIR | Record di Area Indoor       |
| NR  | Record Nazionale            |
| PB  | Record Personale            |
| SB  | Record Stagionale           |